# Moldavia en los Juegos Olímpicos
Moldavia en los Juegos Olímpicos está representada por el Comité Olímpico Nacional y Deportivo de Moldavia, miembro del Comité Olímpico Internacional desde el año 1993. Antes de la disolución de la Unión Soviética en 1991, los deportistas moldavos compitieron de 1952 a 1988 bajo la bandera de la Unión Soviética y en 1992 como parte del Equipo Unificado.
Ha participado en 8 ediciones de los Juegos Olímpicos de Verano, su primera presencia tuvo lugar en Atlanta 1996. El país ha obtenido un total de 10 medallas en las ediciones de verano: 3 de plata y 7 de bronce.
En los Juegos Olímpicos de Invierno ha participado en 8 ediciones, siendo Lillehammer 1994 su primera aparición en estos Juegos. El país no ha conseguido ninguna medalla en las ediciones de invierno.

## Medalleros

### Por edición
| Evento              | Oro | Plata | Bronce | Total |
| ------------------- | --- | ----- | ------ | ----- |
| Atlanta 1996        | 0   | 1     | 1      | 2     |
| Sídney 2000         | 0   | 1     | 1      | 2     |
| Atenas 2004         | 0   | 0     | 0      | 0     |
| Pekín 2008          | 0   | 0     | 1      | 1     |
| Londres 2012        | 0   | 0     | 0      | 0     |
| Río de Janeiro 2016 | 0   | 0     | 0      | 0     |
| Tokio 2020          | 0   | 0     | 1      | 1     |
| París 2024          | 0   | 1     | 3      | 4     |
| TOTAL               | 0   | 3     | 7      | 10    |

| Evento              | Oro | Plata | Bronce | Total |
| ------------------- | --- | ----- | ------ | ----- |
| Lillehammer 1994    | 0   | 0     | 0      | 0     |
| Nagano 1998         | 0   | 0     | 0      | 0     |
| Salt Lake City 2002 | 0   | 0     | 0      | 0     |
| Turín 2006          | 0   | 0     | 0      | 0     |
| Vancouver 2010      | 0   | 0     | 0      | 0     |
| Sochi 2014          | 0   | 0     | 0      | 0     |
| Pyeongchang 2018    | 0   | 0     | 0      | 0     |
| Pekín 2022          | 0   | 0     | 0      | 0     |
| TOTAL               | 0   | 0     | 0      | 0     |

### Por deporte
Deportes de verano
| Evento     | Oro | Plata | Bronce | Total |
| ---------- | --- | ----- | ------ | ----- |
| Boxeo      | 0   | 0     | 2      | 2     |
| Judo       | 0   | 0     | 2      | 2     |
| Lucha      | 0   | 1     | 1      | 2     |
| Piragüismo | 0   | 1     | 2      | 3     |
| Tiro       | 0   | 1     | 0      | 1     |
| TOTAL      | 0   | 3     | 7      | 10    |